# 노력도
노력도(老力島)는 전라남도 장흥군 회진면 덕산리의 동경 126°55′, 북위 34°25′에 위치한 섬으로, 진목리 해안에서 1.4km, 오늘날에는 육지와 연결된 덕도(德島)에서 남쪽으로 0.6km가량 떨어져 있다. 면적은 0.84km2이다. 2013년 기준 178명의 주민이 주로 농어업을 겸하며 거주하고 있으며, 인구는 덕도에 면한 북부 해안가에 집중되어 있다.

## 역사
조선시대에는 장흥도호부 저도면에 속했고 1895년 신설된 완도군으로 편입되었다가 1914년 행정구역 개편으로 장흥군 대덕면에 재편입, 이후 1986년 분리되어 나온 회진면에 속하게 되어 현재에 이른다. 2005년 회진면 육지와 노력도를 잇는 회진대교가 건설되었다.